# Lista siturilor arheologice din județul Bistrița-Năsăud - B
Lista siturilor arheologice din județul Bistrița-Năsăud - B conține toate siturile arheologice din județul Bistrița-Năsăud înscrise în Repertoriul Arheologic Național (RAN) și aflate în localități al căror nume începe cu litera B. RAN este administrat de Ministerul Culturii și Patrimoniului Național și cuprinde date științifice, cartografice, topografice, imagini și planuri, precum și orice alte informații privitoare la zonele cu potențial arheologic, studiate sau nu, încă existente sau dispărute.
Puteți căuta un sit din localitățile care încep cu litera B folosind formularul de mai jos sau puteți naviga prin toate siturile din județ la Lista siturilor arheologice din județul Bistrița-Năsăud.
| Cod RAN                                    | Denumire | Localitate                              | Adresă                                          | Datare                                     | Descoperit | Coordonate                                          | Imagine           | Erori            |
| ------------------------------------------ | --- | --------------------------------------- | ----------------------------------------------- | ------------------------------------------ | ---------- | --------------------------------------------------- | ----------------- | ---------------- |
| 32492.01.01                                | Situl arheologic de la Beclean - "Dealul Bileag" / ansamblu anonim (Categorie: locuire) (Tip: Așezare fortificată)                                      | oraș Beclean                            | Dealul Bileag                                   | geto-dacică sec. I a. Chr. - I p. Chr      | 1998       |                                                     | Încărcați imagine | Raportați eroare |
| 32492.01.01                                | Situl arheologic de la Beclean - "Dealul Bileag" / complex anonim (Categorie: locuire) (Tip: fortificație)                                              | oraș Beclean                            | Dealul Bileag                                   | geto-dacică                                | 1998       |                                                     | Încărcați imagine | Raportați eroare |
| 32492.01.02                                | Situl arheologic de la Beclean - "Dealul Bileag" / ansamblu anonim (Categorie: locuire) (Tip: Locuire)                                                  | oraș Beclean                            | Dealul Bileag                                   | Coțofeni                                   | 1998       |                                                     | Încărcați imagine | Raportați eroare |
| 32492.01.03                                | Situl arheologic de la Beclean - "Dealul Bileag" / ansamblu anonim (Categorie: locuire) (Tip: Locuire)                                                  | oraș Beclean                            | Dealul Bileag                                   | geto-dacică                                | 1998       |                                                     | Încărcați imagine | Raportați eroare |
| 32492.01.03                                | Situl arheologic de la Beclean - "Dealul Bileag" / complex G.1/2001 (Categorie: locuire) (Tip: groapă)                                                  | oraș Beclean                            | Dealul Bileag                                   | geto-dacică                                | 1998       |                                                     | Încărcați imagine | Raportați eroare |
| 32492.01.03                                | Situl arheologic de la Beclean - "Dealul Bileag" / complex G. 3/2001 (Categorie: locuire) (Tip: groapă)                                                 | oraș Beclean                            | Dealul Bileag                                   | geto-dacică                                | 1998       |                                                     | Încărcați imagine | Raportați eroare |
| 34093.01.01 (Cod LMI: BN-I-s-B-01290)      | Așezarea Latene de la Beudiu / ansamblu anonim (Categorie: locuire civilă) (Tip: Așezare)                                                               | sat Beudiu, comuna Nușeni               |                                                 |                                            |            |                                                     | Încărcați imagine | Raportați eroare |
| 34093.02.01 (Cod LMI: BN-I-s-B-01291)      | Așezarea hallstattiană de la Beudiu / ansamblu anonim (Categorie: locuire civilă) (Tip: Așezare)                                                        | sat Beudiu, comuna Nușeni               |                                                 |                                            |            |                                                     | Încărcați imagine | Raportați eroare |
| 33676.01.01 (Cod LMI: BN-I-m-B-01292.02)   | Situl arheologic de la Bidiu - "Stăniște" / ansamblu anonim (Categorie: locuire civilă) (Tip: Așezare)                                                  | sat Bidiu, comuna Matei                 | Stăniște                                        |                                            |            |                                                     | Încărcați imagine | Raportați eroare |
| 33676.01.02 (Cod LMI: BN-I-m-B-01292.01)   | Situl arheologic de la Bidiu - "Stăniște" / ansamblu anonim (Categorie: locuire civilă) (Tip: Așezare)                                                  | sat Bidiu, comuna Matei                 | Stăniște                                        | sec. II-III p. Chr.                        |            |                                                     | Încărcați imagine | Raportați eroare |
| 33676.02.01                                | Situl arheologic de la Bidiu / ansamblu anonim (Categorie: locuire civilă) (Tip: Așezare)                                                               | sat Bidiu, comuna Matei                 |                                                 |                                            |            |                                                     | Încărcați imagine | Raportați eroare |
| 33676.02.02                                | Situl arheologic de la Bidiu / ansamblu anonim (Categorie: locuire civilă) (Tip: Așezare)                                                               | sat Bidiu, comuna Matei                 |                                                 | sec. II - III                              |            |                                                     | Încărcați imagine | Raportați eroare |
| 33783.01.01 (Cod LMI: BN-I-s-B-01286)      | Așezarea hallstattiană de la Bârla / ansamblu anonim (Categorie: locuire civilă) (Tip: Așezare)                                                         | sat Bârla, comuna Mărișelu              |                                                 |                                            |            |                                                     | Încărcați imagine | Raportați eroare |
| 33783.02.01 (Cod LMI: BN-I-s-B-01287)      | Villa rustica de la Bârla / ansamblu anonim (Categorie: locuire civilă) (Tip: Așezare)                                                                  | sat Bârla, comuna Mărișelu              |                                                 | romană sec. II-III p. Chr.                 |            | 47°01′48″N 24°56′34″E / 47.030025°N 24.9428472222°E | Încărcați imagine | Raportați eroare |
| 34921.01.01 (Cod LMI: BN-I-s-B-01293)      | Așezarea din epoca bronzului de la Blăjenii de Jos / ansamblu anonim (Categorie: locuire civilă) (Tip: Așezare)                                         | sat Blăjenii de Jos, comuna Șintereag   |                                                 |                                            |            |                                                     | Încărcați imagine | Raportați eroare |
| 33042.01.01 (Cod LMI: BN-I-m-B-01294.01)   | Situl arheologic de la Bozieș - "Valea Bozieșului" / ansamblu anonim (Categorie: locuire civilă) (Tip: Așezare)                                         | sat Bozieș, comuna Chiochiș             | Valea Bozieșului                                | Starčevo - Criș                            |            |                                                     | Încărcați imagine | Raportați eroare |
| 33042.01.02 (Cod LMI: BN-I-m-B-01294.02)   | Situl arheologic de la Bozieș - "Valea Bozieșului" / ansamblu anonim (Categorie: locuire civilă) (Tip: Așezare)                                         | sat Bozieș, comuna Chiochiș             | Valea Bozieșului                                |                                            |            |                                                     | Încărcați imagine | Raportați eroare |
| 33042.01.03 (Cod LMI: BN-I-m-B-01294.01)   | Situl arheologic de la Bozieș - "Valea Bozieșului" / ansamblu anonim (Categorie: locuire civilă) (Tip: Așezare)                                         | sat Bozieș, comuna Chiochiș             | Valea Bozieșului                                | sec. II - III p. Chr.                      |            |                                                     | Încărcați imagine | Raportați eroare |
| 33042.01.04 (Cod LMI: BN-I-m-B-01294.03)   | Situl arheologic de la Bozieș - "Valea Bozieșului" / ansamblu anonim (Categorie: locuire civilă) (Tip: Așezare)                                         | sat Bozieș, comuna Chiochiș             | Valea Bozieșului                                |                                            |            |                                                     | Încărcați imagine | Raportați eroare |
| 34495.01.01                                | Așezarea hallstattiană de la Brăteni - "Colțul Tăului" / ansamblu anonim (Categorie: locuire civilă) (Tip: Așezare)                                     | sat Brăteni, comuna Sânmihaiu de Câmpie | Colțul Tăului                                   |                                            |            |                                                     | Încărcați imagine | Raportați eroare |
| 34814.01.01 (Cod LMI: BN-I-s-B-01295)      | Așezarea Sântana de Mureș-Cerneahov de la Bretea - "Coasta lui Balint" / ansamblu anonim (Categorie: locuire civilă) (Tip: Așezare)                     | sat Bretea, comuna Șieu-Odorhei         | Coasta lui Balint                               | Sântana de Mureș - Cerneahov sec. III - IV |            |                                                     | Încărcați imagine | Raportați eroare |
| 34814.02.01 (Cod LMI: BN-I-m-B-01296.03)   | Situl arheologic de la Bretea - "În pruni" / ansamblu anonim (Categorie: locuire civilă) (Tip: Așezare)                                                 | sat Bretea, comuna Șieu-Odorhei         | În pruni                                        |                                            |            |                                                     | Încărcați imagine | Raportați eroare |
| 34814.02.02 (Cod LMI: BN-I-m-B-01296.02)   | Situl arheologic de la Bretea - "În pruni" / ansamblu anonim (Categorie: locuire civilă) (Tip: Așezare)                                                 | sat Bretea, comuna Șieu-Odorhei         | În pruni                                        | sec. II - III p. Chr.                      |            |                                                     | Încărcați imagine | Raportați eroare |
| 34814.02.03 (Cod LMI: BN-I-m-B-01296.01)   | Situl arheologic de la Bretea - "În pruni" / ansamblu anonim (Categorie: locuire civilă) (Tip: Așezare)                                                 | sat Bretea, comuna Șieu-Odorhei         | În pruni                                        |                                            |            |                                                     | Încărcați imagine | Raportați eroare |
| 34814.03 (Cod LMI: BN-I-s-B-01297)         | Situl arheologic de la Bretea - "Fântâna Jugastrului" (Categorie: locuire civilă) (Tip: așezare)                                                        | sat Bretea, comuna Șieu-Odorhei         | Fântâna Jugastrului                             | sec. II-III p. Chr.                        |            |                                                     | Încărcați imagine | Raportați eroare |
| 34814.03.01 (Cod LMI: BN-I-m-B-01297.03)   | Situl arheologic de la Bretea - "Fântâna Jugastrului" / ansamblu anonim (Categorie: locuire civilă) (Tip: Așezare)                                      | sat Bretea, comuna Șieu-Odorhei         | Fântâna Jugastrului                             |                                            |            |                                                     | Încărcați imagine | Raportați eroare |
| 34814.03.02 (Cod LMI: BN-I-m-B-01297.02)   | Situl arheologic de la Bretea - "Fântâna Jugastrului" / ansamblu anonim (Categorie: locuire civilă) (Tip: Așezare)                                      | sat Bretea, comuna Șieu-Odorhei         | Fântâna Jugastrului                             |                                            |            |                                                     | Încărcați imagine | Raportați eroare |
| 34814.03.03 (Cod LMI: BN-I-m-B-01297.01)   | Situl arheologic de la Bretea - "Fântâna Jugastrului" / ansamblu anonim (Categorie: locuire civilă) (Tip: Așezare)                                      | sat Bretea, comuna Șieu-Odorhei         | Fântâna Jugastrului                             | sec. II-III p. Chr.                        |            |                                                     | Încărcați imagine | Raportați eroare |
| 32713.01.01 (Cod LMI: BN-I-s-B-01298)      | Turnul roman de la Budacu de Jos - "Cetate" / ansamblu anonim (Categorie: fortificație) (Tip: Turn)                                                     | sat Budacu de Jos, comuna Budacu de Jos | Cetate                                          | romană                                     |            |                                                     | Încărcați imagine | Raportați eroare |
| 32713.02.01 (Cod LMI: BN-I-s-B-01299)      | Așezarea romană de la Budacu de Jos - "Fața Popii" / ansamblu anonim (Categorie: locuire civilă) (Tip: Așezare)                                         | sat Budacu de Jos, comuna Budacu de Jos | Fața Popii                                      | sec. II - III p. Chr                       |            |                                                     | Încărcați imagine | Raportați eroare |
| 32900.01.01 (Cod LMI: BN-I-s-B-01300)      | Așezarea din epoca bronzului de la Budacu de Sus - "Râpa Mare" / ansamblu anonim (Categorie: locuire civilă) (Tip: Așezare)                             | sat Budacu de Sus, comuna Dumitrița     | Râpa Mare                                       |                                            |            |                                                     | Încărcați imagine | Raportați eroare |
| 32786.01.01 (Cod LMI: BN-I-m-A-01301.02)   | Situl arheologic de la Budești-Fânațe - "Tăuți" / ansamblu anonim (Categorie: locuire civilă) (Tip: Așezare)                                            | sat Budești-Fânațe, comuna Budești      | Tăuți                                           | Coțofeni                                   |            |                                                     | Încărcați imagine | Raportați eroare |
| 32786.01.02 (Cod LMI: BN-I-m-A-01301.01)   | Situl arheologic de la Budești-Fânațe - "Tăuți" / ansamblu anonim (Categorie: locuire civilă) (Tip: Așezare)                                            | sat Budești-Fânațe, comuna Budești      | Tăuți                                           |                                            |            |                                                     | Încărcați imagine | Raportați eroare |
| 32786.02.01 (Cod LMI: BN-I-s-B-01302)      | Așezarea hallstattiană de la Budești-Fânațe - "Benișoara" / ansamblu anonim (Categorie: descoperire funerară) (Tip: Necropolă)                          | sat Budești-Fânațe, comuna Budești      | Benișoara                                       | sec. VI - V a. Chr.                        |            |                                                     | Încărcați imagine | Raportați eroare |
| 32722.01.01 (Cod LMI: BN-I-s-B-01304)      | Așezarea romană de la Buduș- Pe Clejă / ansamblu anonim (Categorie: locuire civilă) (Tip: Așezare)                                                      | sat Buduș, comuna Budacu de Jos         | Pe clejă                                        | sec. II - III p. Chr.                      |            |                                                     | Încărcați imagine | Raportați eroare |
| 32722.02.01 (Cod LMI: BN-I-s-B-01305)      | Turn roman de la Buduș / ansamblu anonim (Categorie: fortificație) (Tip: Turn)                                                                          | sat Buduș, comuna Budacu de Jos         |                                                 | romană                                     |            |                                                     | Încărcați imagine | Raportați eroare |
| 35018.01.01 (Cod LMI: BN-I-m-B-01303.02)   | Situl arheologic de la Budurleni - "Între pâraie" / ansamblu anonim (Categorie: locuire civilă) (Tip: Așezare)                                          | sat Budurleni, comuna Teaca             | Între pâraie                                    |                                            |            |                                                     | Încărcați imagine | Raportați eroare |
| 35018.01.02 (Cod LMI: BN-I-m-B-01303.01)   | Situl arheologic de la Budurleni - "Între pâraie" / ansamblu anonim (Categorie: locuire civilă) (Tip: Așezare)                                          | sat Budurleni, comuna Teaca             | Între pâraie                                    |                                            |            |                                                     | Încărcați imagine | Raportați eroare |
| 33453.01.01 (Cod LMI: BN-I-m-B-01306.02)   | Situl arheologic de la Bungard - "Între vii" / ansamblu anonim (Categorie: locuire civilă) (Tip: Așezare)                                               | sat Bungard, comuna Lechința            | Între vii                                       |                                            |            |                                                     | Încărcați imagine | Raportați eroare |
| 33453.01.02 (Cod LMI: BN-I-m-B-01306.01)   | Situl arheologic de la Bungard - "Între vii" / ansamblu anonim (Categorie: locuire civilă) (Tip: Așezare)                                               | sat Bungard, comuna Lechința            | Între vii                                       | sec. II - III p. Chr.                      |            |                                                     | Încărcați imagine | Raportați eroare |
| 33453.02.01 (Cod LMI: BN-I-m-B-01307.02)   | Situl arheologic de la Bungard / ansamblu anonim (Categorie: locuire civilă) (Tip: Așezare)                                                             | sat Bungard, comuna Lechința            |                                                 |                                            |            |                                                     | Încărcați imagine | Raportați eroare |
| 143575.02.02 (Cod LMI: BN-I-m-B-01307.01)  | Situl arheologic de la Bungard / ansamblu anonim (Categorie: locuire civilă) (Tip: Așezare)                                                             | sat Bungard, comuna Lechința            |                                                 |                                            |            |                                                     | Încărcați imagine | Raportați eroare |
| 32401.01.01 (Cod LMI: BN-I-m-A-01270.02)   | Situl arheologic de la Bistrița - "Cighir" / ansamblu anonim (Categorie: locuire civilă) (Tip: Așezare)                                                 | municipiul Bistrița                     | Cighir                                          |                                            |            |                                                     | Încărcați imagine | Raportați eroare |
| 32401.01.02 (Cod LMI: BN-I-m-A-01270.01)   | Situl arheologic de la Bistrița - "Cighir" / ansamblu anonim (Categorie: locuire civilă) (Tip: Așezare)                                                 | municipiul Bistrița                     | Cighir                                          |                                            |            |                                                     | Încărcați imagine | Raportați eroare |
| 32401.02.01 (Cod LMI: BN-I-s-B-01271)      | Așezarea Latene de la Bistrița - "Podirei" / ansamblu anonim (Categorie: locuire civilă) (Tip: Așezare)                                                 | municipiul Bistrița                     | Podirei                                         | geto-dacică                                |            |                                                     | Încărcați imagine | Raportați eroare |
| 32401.03.01 (Cod LMI: BN-I-m-B-01272.02)   | Situl arheologic de la Bistrița - "Vama veche" / ansamblu anonim (Categorie: locuire civilă) (Tip: Așezare)                                             | municipiul Bistrița                     | Vama veche                                      |                                            |            |                                                     | Încărcați imagine | Raportați eroare |
| 32401.03.02 (Cod LMI: BN-I-m-B-01272.01)   | Situl arheologic de la Bistrița - "Vama veche" / ansamblu anonim (Categorie: locuire civilă) (Tip: Așezare)                                             | municipiul Bistrița                     | Vama veche                                      | sec. II - III                              |            |                                                     | Încărcați imagine | Raportați eroare |
| 32401.167.01 (Cod LMI: BN-I-s-A-01273)     | Cetatea medievală de la Bistrița - "Burg" / ansamblu Cetatea medievală de la "Burg" (Categorie: locuire civilă) (Tip: Cetate)                           | municipiul Bistrița                     | Burg                                            | sec. XIII - XVI                            |            |                                                     | Încărcați imagine | Raportați eroare |
| 32401.167.01 (Cod LMI: BN-I-s-A-01273)     | Cetatea medievală de la Bistrița - "Burg" / ansamblu Cetatea medievală de la "Burg" / complex anonim (Categorie: locuire civilă) (Tip: val)             | municipiul Bistrița                     | Burg                                            | sec. XV                                    |            |                                                     | Încărcați imagine | Raportați eroare |
| 32401.167.01 (Cod LMI: BN-I-s-A-01273)     | Cetatea medievală de la Bistrița - "Burg" / ansamblu Cetatea medievală de la "Burg" / complex anonim (Categorie: locuire civilă) (Tip: șanț de apărare) | municipiul Bistrița                     | Burg                                            | sec. XV                                    |            |                                                     | Încărcați imagine | Raportați eroare |
| 32492.03.01 (Cod LMI: BN-I-m-B-01288.03)   | Situl arheologic de la Beclean - "Șesul Beclean" / ansamblu anonim (Categorie: locuire civilă) (Tip: Așezare)                                           | oraș Beclean                            | Șesul Becleanului                               | Coțofeni                                   |            |                                                     | Încărcați imagine | Raportați eroare |
| 32492.03.02 (Cod LMI: BN-I-m-B-01288.02)   | Situl arheologic de la Beclean - "Șesul Beclean" / ansamblu anonim (Categorie: locuire civilă) (Tip: Așezare)                                           | oraș Beclean                            | Șesul Becleanului                               | daco-romană sec. II - III p. Chr.          |            |                                                     | Încărcați imagine | Raportați eroare |
| 32492.03.03 (Cod LMI: BN-I-m-B-01288.01)   | Situl arheologic de la Beclean - "Șesul Beclean" / ansamblu anonim (Categorie: locuire civilă) (Tip: Așezare)                                           | oraș Beclean                            | Șesul Becleanului                               |                                            |            |                                                     | Încărcați imagine | Raportați eroare |
| 32492.04.01 (Cod LMI: BN-I-s-B-01289)      | Fortificația medievală de la Beclean - "Casa de Cultură" / ansamblu anonim (Categorie: fortificație) (Tip: Fortificație)                                | oraș Beclean                            | Casa de Cultură                                 | sec. XVI - XVII                            |            |                                                     | Încărcați imagine | Raportați eroare |
| 34093.03                                   | Topor neolitic la Beudiu- Imaș (Categorie: descoperire izolată) (Tip: obiect izolat)                                                                    | sat Beudiu, comuna Nușeni               | Imaș                                            |                                            |            |                                                     | Încărcați imagine | Raportați eroare |
| 33676.03.01                                | Așezarea neolitică de la Bidiu / ansamblu anonim (Categorie: locuire civilă) (Tip: Așezare)                                                             | sat Bidiu, comuna Matei                 |                                                 |                                            |            |                                                     | Încărcați imagine | Raportați eroare |
| 32401.05.01                                | Așezarea neo-eneolitică de la Bistrița / ansamblu anonim (Categorie: locuire civilă) (Tip: Așezare)                                                     | municipiul Bistrița                     |                                                 |                                            |            |                                                     | Încărcați imagine | Raportați eroare |
| 33042.02.01                                | Așezarea eneolitică de la Bozieș- Poderei / ansamblu anonim (Categorie: locuire civilă) (Tip: Așezare)                                                  | sat Bozieș, comuna Chiochiș             | Poderei                                         | Iclod                                      |            |                                                     | Încărcați imagine | Raportați eroare |
| 32973.01                                   | Obiecte eneolitice de la Breaza (Categorie: descoperire izolată) (Tip: obiect izolat)                                                                   | sat Breaza, comuna Negrilești           |                                                 |                                            |            |                                                     | Încărcați imagine | Raportați eroare |
| 34814.04                                   | Topoare eneolitice la Bretea- Colnic (Categorie: descoperire izolată) (Tip: obiect izolat)                                                              | sat Bretea, comuna Șieu-Odorhei         | Colnic                                          |                                            |            |                                                     | Încărcați imagine | Raportați eroare |
| 32900.02                                   | Unelte neo-eneolitice de la Budacu de Sus (Categorie: descoperire izolată) (Tip: obiect izolat)                                                         | sat Budacu de Sus, comuna Dumitrița     |                                                 |                                            |            |                                                     | Încărcați imagine | Raportați eroare |
| 32777.01                                   | Topor eneolitic de la Budești - "La Tăuț" (Categorie: descoperire izolată) (Tip: obiect izolat)                                                         | sat Budești, comuna Budești             | La Tăuț                                         |                                            |            |                                                     | Încărcați imagine | Raportați eroare |
| 32777.02                                   | Obiecte eneolitice la Budești - "Hârtoape" (Categorie: descoperire izolată) (Tip: obiect izolat)                                                        | sat Budești, comuna Budești             | Hârtoape                                        |                                            |            |                                                     | Încărcați imagine | Raportați eroare |
| 32401.106.01 (Cod LMI: BN-II-m-A-01727)    | Biserica medievală evanghelică de la Bistrița - cartier Viișoara / ansamblu anonim (Categorie: structură de cult/religioasă) (Tip: Biserică)            | municipiul Bistrița                     | cartier Viișoara                                | sec. XV - XVI                              |            | 47°07′56″N 24°29′44″E / 47.13222°N 24.49556°E       | Încărcați imagine | Raportați eroare |
| 32401.04.01 (Cod LMI: BN-I-s-A-20239)      | Situl arheologic "Orașul medieval Bistrița" / ansamblu Orașul medieval Bistrița (Categorie: locuire civilă) (Tip: așezare urbană fortificată)           | municipiul Bistrița                     |                                                 | sec. XII-XVI                               |            | 47°07′45″N 24°29′46″E / 47.12917°N 24.49611°E       | Încărcați imagine | Raportați eroare |
| 32401.04.02 (Cod LMI: BN-II-m-A-01450)     | Situl arheologic "Orașul medieval Bistrița" / ansamblu Biserica evanghelică (Categorie: locuire civilă) (Tip: Biserică)                                 | municipiul Bistrița                     |                                                 | sf. sec. XIII - înc. XIV                   |            | 47°07′45″N 24°29′46″E / 47.12917°N 24.49611°E       | Încărcați imagine | Raportați eroare |
| 32401.04.03 (Cod LMI: BN-I-s-A-20239)      | Situl arheologic "Orașul medieval Bistrița" / ansamblu Biserica evanghelică (Categorie: locuire civilă) (Tip: Biserică)                                 | municipiul Bistrița                     |                                                 | a doua jum. a sec. XIV                     |            | 47°07′45″N 24°29′46″E / 47.12917°N 24.49611°E       | Încărcați imagine | Raportați eroare |
| 32401.04.04 (Cod LMI: BN-I-s-A-20239)      | Situl arheologic "Orașul medieval Bistrița" / ansamblu Biserica evanghelică (Categorie: locuire civilă) (Tip: Biserică)                                 | municipiul Bistrița                     |                                                 | înc. sec. XV                               |            | 47°07′45″N 24°29′46″E / 47.12917°N 24.49611°E       | Încărcați imagine | Raportați eroare |
| 32401.04.05 (Cod LMI: BN-I-s-A-20239)      | Situl arheologic "Orașul medieval Bistrița" / ansamblu Biserica evanghelică (Categorie: locuire civilă) (Tip: Biserică)                                 | municipiul Bistrița                     |                                                 | 1475-1520                                  |            | 47°07′45″N 24°29′46″E / 47.12917°N 24.49611°E       | Încărcați imagine | Raportați eroare |
| 32401.04.06 (Cod LMI: BN-I-s-A-20239)      | Situl arheologic "Orașul medieval Bistrița" / ansamblu Biserica evanghelică (Categorie: locuire civilă) (Tip: Biserică)                                 | municipiul Bistrița                     |                                                 | 1560-1563                                  |            | 47°07′45″N 24°29′46″E / 47.12917°N 24.49611°E       | Încărcați imagine | Raportați eroare |
| 32401.04.07 (Cod LMI: BN-I-s-A-20239)      | Situl arheologic "Orașul medieval Bistrița" / ansamblu anonim (Categorie: locuire civilă) (Tip: Biserică)                                               | municipiul Bistrița                     |                                                 | 1857                                       |            | 47°07′45″N 24°29′46″E / 47.12917°N 24.49611°E       | Încărcați imagine | Raportați eroare |
| 32401.04.08 (Cod LMI: BN-I-s-A-20239)      | Situl arheologic "Orașul medieval Bistrița" / ansamblu anonim (Categorie: locuire civilă) (Tip: Turn)                                                   | municipiul Bistrița                     |                                                 | 1487                                       |            | 47°07′45″N 24°29′46″E / 47.12917°N 24.49611°E       | Încărcați imagine | Raportați eroare |
| 32401.166.01 (Cod LMI: BN-II-m-A-01479.01) | Cetatea medievală de la Bistrița / ansamblu anonim (Categorie: fortificație) (Tip: Zid de incintă)                                                      | municipiul Bistrița                     |                                                 | sec. XV - XVI                              |            |                                                     | Încărcați imagine | Raportați eroare |
| 32401.166.02 (Cod LMI: BN-II-m-A-01479.03) | Cetatea medievală de la Bistrița / ansamblu anonim (Categorie: fortificație) (Tip: Șanț de apărare)                                                     | municipiul Bistrița                     |                                                 | sec. XV - XVI                              |            |                                                     | Încărcați imagine | Raportați eroare |
| 32401.166.03 (Cod LMI: BN-II-m-A-01479.04) | Cetatea medievală de la Bistrița / ansamblu anonim (Categorie: fortificație) (Tip: val de apărare)                                                      | municipiul Bistrița                     |                                                 | sec. XV                                    |            |                                                     | Încărcați imagine | Raportați eroare |
| 32401.165.01 (Cod LMI: BN-II-a-A-01550)    | Ansamblul medieval urban fortificat de la Bistrița / ansamblu anonim (Categorie: locuire civilă) (Tip: Așezare fortificată)                             | municipiul Bistrița                     |                                                 | sec. XII - XVI                             |            |                                                     | Încărcați imagine | Raportați eroare |
| 32492.02.01                                | Colonia de exploatare a sării de la Beclean - "Băile Figa" / ansamblu anonim (Categorie: exploatare/carieră) (Tip: Exploatare minieră)                  | oraș Beclean                            | Băile Figa                                      |                                            | 2007       | 47°09′07″N 24°12′02″E / 47.15194°N 24.20056°E       | Încărcați imagine | Raportați eroare |
| 32492.02.02                                | Colonia de exploatare a sării de la Beclean - "Băile Figa" / ansamblu anonim (Categorie: exploatare/carieră) (Tip: Exploatare minieră)                  | oraș Beclean                            | Băile Figa                                      | dacică sec. III a. Ch                      | 2007       | 47°09′07″N 24°12′02″E / 47.15194°N 24.20056°E       | Încărcați imagine | Raportați eroare |
| 32492.02.03                                | Colonia de exploatare a sării de la Beclean - "Băile Figa" / ansamblu anonim (Categorie: exploatare/carieră) (Tip: Exploatare minieră)                  | oraș Beclean                            | Băile Figa                                      | sec. V                                     | 2007       | 47°09′07″N 24°12′02″E / 47.15194°N 24.20056°E       | Încărcați imagine | Raportați eroare |
| 32492.02.04                                | Colonia de exploatare a sării de la Beclean - "Băile Figa" / ansamblu anonim (Categorie: exploatare/carieră) (Tip: exploatare minieră)                  | oraș Beclean                            | Băile Figa                                      | sec. XIX                                   | 2007       | 47°09′07″N 24°12′02″E / 47.15194°N 24.20056°E       | Încărcați imagine | Raportați eroare |
| 32492.08.01                                | Situl arheologic de la Beclean- La Canton / ansamblu anonim (Categorie: locuire) (Tip: Așezare)                                                         | oraș Beclean                            | La Canton                                       |                                            |            |                                                     | Încărcați imagine | Raportați eroare |
| 32492.08.02                                | Situl arheologic de la Beclean- La Canton / ansamblu anonim (Categorie: locuire) (Tip: Așezare)                                                         | oraș Beclean                            | La Canton                                       | dacică sec. IV-II a. Ch.                   |            |                                                     | Încărcați imagine | Raportați eroare |
| 32401.08.01                                | Casa cu Lei de la Bistrița-Str. N. Titulescu 8 / ansamblu Fundații (Categorie: construcție) (Tip: Clădire)                                              | municipiul Bistrița                     | Str. N. Titulescu 8                             | sec. XVI                                   |            | 45°38′41″N 26°36′48″E / 45.64472°N 26.61333°E       | Încărcați imagine | Raportați eroare |
| 32401.08.02                                | Casa cu Lei de la Bistrița-Str. N. Titulescu 8 / ansamblu anonim (Categorie: construcție) (Tip: Clădire)                                                | municipiul Bistrița                     | Str. N. Titulescu 8                             | sec. XVIII                                 |            | 45°38′41″N 26°36′48″E / 45.64472°N 26.61333°E       | Încărcați imagine | Raportați eroare |
| 32401.06.01                                | Locuirea medievală de la Bistrița-Centrul Istoric / ansamblu anonim (Categorie: locuire) (Tip: Locuire)                                                 | municipiul Bistrița                     | Str. George Coșbuc 24-33, punct Centrul Istoric | sec. XIV-XVI                               |            |                                                     | Încărcați imagine | Raportați eroare |